# Тижних Сергій Володимирович
Сергій Володимирович Тижних (31 серпня 1952, Челябінськ, СРСР) — радянський і російський хокеїст, захисник. Майстер спорту міжнародного класу. Заслужений працівник культури Удмуртської АРСР. На професіональному рівні виступав до 47 років.

## Спортивна кар'єра
Вихованець спортивного клуба Челябінського тракторного заводу (тренер — Петро Васильович Дубровін). У складі юнацької команди «Трактора» став чемпіоном СРСР 1969 і бронзовим медалістом 1968 року. Найбільш відомим серед гравців того складу став Петро Природін. Третій призер молодіжної першості Радянського Союзу 1970 року, був визнаний кращим захисником турніру. Кумиром молодого гравця був швед Леннарт Сведберг. 1971 року в чехословацькому місті Пряшів став переможцем юніорського чемпіонату Європи. Його партнерами по збірній СРСР були Владислав Третьяк, Олександр Голиков і Гельмут Балдеріс. Сергій Тижних мав запрошення від грандів радянського хокею. У «Спартак» його не відпустило керівництво тракторного заводу. Поїздка до ЦСКА завершилася дворічним перебування у дочірній команді з Калініна, у молодого спортсмена не було шансів витіснити з основи гравців національної збірної.
У вищій лізі захищав кольори челябінського «Трактора», воскресенського «Хіміка» і іжевської «Іжсталі». Серед суперників найсильнішим нападником вважає Валерія Харламова, а найкращий гол забив у ворота «спартаківця» Віктора Зінгера — потужним кидком з середини майданчика. Олімпійський чемпіон 1968 року вчасно зреагував на кидок челябінця, але шайба перед його ключкою вдарилася в лід і залетіла у ворота. Ця гра відбулася у Челябінську 12 жовтня 1976 року і завершилася перемогою господарів майданчика (4:3). За «Трактор» в чемпіонаті і кубку СРСР провів 210 матчів (17+19). У складі другої збірної СРСР брав участь у шести матчах суперсерії 1978/1979 проти клубів Всесвітньої хокейної асоціації; з його передач ленінградець Олександр Андрєєв забивав у ворота «Вінніпег Джетс» і «Бірмінгем Буллс».
За «іжевських сталеварів» дебютував 25 вересня 1980 року проти свердловських «армійців», а перший гол забив 23 жовтня у ворота московського «Локомотива». Найрезультативніший гравець команди у 1981 і 1982 роках. Одним з його напарників був Сергій Лубнін, у майбутньому — гравець національної збірної України. Всього за «Іжсталь» провів 412 матчів (54+65). За тривалу ігрову кар'єру Сергію Тижних вдалося пограти під керівництвом семи заслужених тренерів СРСР: Петра Дубровіна, Миколи Епштейна, Анатолія Тарасова, Анатолія Кострюкова, Геннадія Цигурова, Роберта Черенкова і Юрія Мойсеєва. Завершував виступи на хокейних майданчиках в «Іжсталі», котру очолював багаторічний партнер Сергій Абрамов. Надалі працював тренером в іжевській ДЮСШ, «Іжсталі» і ДЮСШ Кваркенського району Оренбурзької області. За підсумками голосувань 1989 і 2012 років обирався до символічної збірної «Іжсталі».
Молодший брат Олександр виступав за «Трактор», московський ЦСКА і збірну СРСР (на Кубку Канади-81).

## Досягнення
- 1971 — чемпіон Європи серед юніорів;
- 1977 — третій призер чемпіонату СРСР;
- 1993 — чемпіон і володар кубка Болгарії.

## Статистика
Статистика виступів у вищій лізі:
| Сезон               | Клуб                   | Ліга                | І   | Г  | П  | О  | ШХ  |
| ------------------- | ---------------------- | ------------------- | --- | -- | -- | -- | --- |
| 1970-71             | «Трактор» (Челябінськ) | вища                | 32  | 1  | 0  | 1  | -   |
| 1973-74             | «Хімік» (Воскресенськ) | вища                | 29  | 1  | 2  | 3  | 24  |
| 1974-75             | «Трактор» (Челябінськ) | вища                | 10  | 1  | 1  | 2  | 2   |
| 1975-76             | «Трактор» (Челябінськ) | вища                | 34  | 1  | 3  | 4  | 26  |
| 1976-77             | «Трактор» (Челябінськ) | вища                | 35  | 4  | 3  | 7  | 36  |
| 1977-78             | «Трактор» (Челябінськ) | вища                | 33  | 3  | 4  | 7  | 47  |
| 1978-79             | «Трактор» (Челябінськ) | вища                | 41  | 5  | 8  | 13 | 47  |
| 1979-80             | «Трактор» (Челябінськ) | вища                | 11  | 0  | 0  | 0  | 8   |
| 1981-82             | «Іжсталь» (Іжевськ)    | вища                | 42  | 5  | 9  | 14 | 62  |
| 1982-83             | «Іжсталь» (Іжевськ)    | вища                | 37  | 5  | 5  | 10 | 60  |
| 1983-84             | «Іжсталь» (Іжевськ)    | вища                | 34  | 4  | 5  | 9  | 52  |
| 1987-88             | «Іжсталь» (Іжевськ)    | вища                | 22  | 3  | 2  | 5  | 16  |
| Всього у вишій лізі | Всього у вишій лізі    | Всього у вишій лізі | 360 | 33 | 42 | 75 | 380 |

Статистика виступів на чемпіонаті Європи серед юніорів:
| Рік  | Команда          | Турнір | Місце | І | Г | П | О | ШХ |
| ---- | ---------------- | ------ | ----- | - | - | - | - | -- |
| 1971 | СРСР (юніорська) | ЮЧЄ    |       | 5 | 0 |   |   |    |